# Michel IV d'Alexandrie
Michel IV d'Alexandrie, connu également sous le nom de Khail IV, fut le 68e pape copte du 9 octobre 1092 au 25 mai 1102. Il resta sur le trône de saint Marc durant 9 ans, 7 mois et 17 jours.
Michel fut d'abord moine au Monastère Saint-Macaire de Scété, avant de venir près de Singar où il resta plus de 20 ans. Il fut nommé pape le 9 octobre 1092 (12e jour de Babah, 809 Ère des Martyrs.) Il était connu pour son amour des pauvres et des nécessiteux et utilisa l'argent de l'Église pour payer le djizîa pour les Coptes qui ne pouvaient pas se le permettre afin qu'ils puissent conserver leur foi chrétienne.
Selon l'historien arabe Georges Elmacin, en 1092-1094, Michel IV se serait rendu en Abyssinie chargé de présents afin de demander à l'empereur de laisser couler le Nil à son niveau normal pour mettre fin à la famine que connaissait l'Égypte. Après sa mort le 30e jour de Bashons de l'an 818 Ère des Martyrs soit le 25 mai 1102, le pape Macaire II lui succéda.